# 栗林里
栗林里，為臺灣臺中市潭子區轄下的一里。

## 地理
北邊及西邊與豐原區接壤，南邊為潭秀里及潭北里，東邊則為嘉仁里。是潭子區位置最北的里。

## 歷史
台灣清治末期至日治初期，校栗林地區為一街庄，稱為「校栗林庄」，隸屬於捒東上堡。該庄北及東北與烏牛欄庄為鄰，東與茄荎角庄為鄰，南邊為潭仔墘庄，西邊及西北邊為車路墘庄。
1901年（明治三十四年）11月，全台廢縣廳改設二十廳，該庄隸屬於臺中廳。1903年（明治三十六年）6月，該庄編入「潭仔墘區」，仍隸屬於臺中廳。1909年（明治四十二年）10月，合併二十廳為十二廳，潭仔墘區隸屬不變。1920年（大正九年），全台地方制度大改正，廢十二廳改設五州二廳，該庄改制為「校栗林」大字，隸屬於臺中州豐原郡潭子庄。
戰後潭子庄改制為潭子鄉，隸屬於臺中縣，大字亦改制為村。1950年10月，中、彰、投分治，潭子鄉仍隸屬臺中縣。2010年12月，臺中縣市合併為直轄臺中市，潭子鄉改制為潭子區，村亦改制為里。

## 設施

### 交通
- 栗林車站

### 學校
- 弘文高中